# Khaled Mohamed
Khaled Hussein Mohamed al Tarhouni (Bengasi, 24 febbraio 1977) è un ex calciatore libico, centrocampista.